# Stipa offneri
Stipa offneri é uma espécie de planta com flor pertencente à família Poaceae. 
A autoridade científica da espécie é Breistr., tendo sido publicada em Procès-Verbaux de la Société Dauphinoise d'Études Biologiques, Bio-Club. Grenoble 17: 2. 1950.

## Portugal
Trata-se de uma espécie presente no território português, nomeadamente em Portugal Continental.
Em termos de naturalidade é nativa da região atrás indicada.

## Protecção
Não se encontra protegida por legislação portuguesa ou da Comunidade Europeia.